# John Roscoe

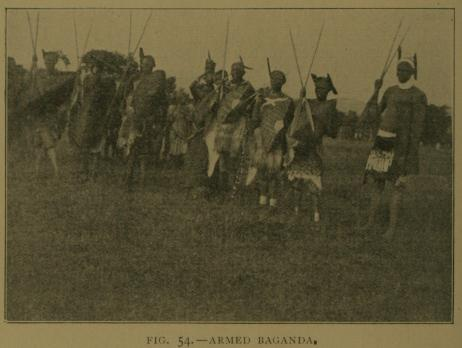
Bewaffnete Bugandakrieger, 1911, von John Roscoe

John Roscoe (* 25. Oktober 1861; † 2. Dezember 1932) war ein britischer Afrikaforscher, Ethnologe und Missionar, der in regem geistigen Austausch mit James Frazer stand, 25 Jahre als Missionar in Ostafrika tätig war und 1919/1920 die nach dem Geldgeber Sir Peter Mackie benannte „Mackie Ethnological Expedition to Central Africa“ leitete.
James Frazer schrieb am 5. Februar 1908 aus dem Trinity College in Cambridge an seinen Freund Sir Walter Baldwin Spencer in Australien: „Also I wish if possible to relieve J. Roscoe of his mission work in Central Africa, and set him free there entirely for anthropology. We should learn very much from him. I know no keener anthropologist than he.“

## Schriften
- The Baganda: An Account of Their Native Customs and Beliefs. Macmillan, London 1911. Digitalisat
- The Northern Bantu : an account of some central African tribes of the Uganda Protectorate. Cambridge 1915
- Twenty-five Years in East-Africa. University Press, Cambridge 1921.
- The Soul of Central Africa. A general account of the Mackie ethnological expedition. New York u. a. 1922.
- Report of the Mackie Ethnological Expedition to Central Africa. University Press, Cambridge.
  - Band 1: The Bakitara or Banyoro. 1923.
  - Band 2: The Banyankole. 1923. Digitalisat
  - Band 3: The Bagesu. 1924.